# Aldrig glömmer jag den dag
Aldrig glömmer jag den dag är en psalm med text och musik skriven av Lelia Morris. Texten översattes till svenska 1930 av Paul Ongman och bearbetades 1960 av Daniel Hallberg.

## Publicerad i
- Segertoner 1988 som nr 369 under rubriken "Fader, son och ande – Anden, vår hjälpare och tröst".[1]